# Oolong (langage)
Pour les articles homonymes, voir Oolong.
Oolong est un langage d'assemblage d'instructions de la machine virtuelle Java, ou de façon plus concise, un assembleur de bytecode Java, créé par Joshua Engel.
Le nom d'Oolong fait référence au thé Oolong, clin d'œil au jeu de mots sur le sens argotique de Java : café.